# Selliguea feei
Espèce
Synonymes
- Polypodium feei (Bory) Mett., 1856 (P. Féei)
- Pleopeltis feei (Bory) Alderw., 1909. (Pl. Feei)
- Polypodium pedunculatioides Ching, 1930

Selliguea feei est une espèce de fougères de la famille des Polypodiaceae. 
C'est l'espèce type de son genre. 
La selliguéaine A est une propélargonidine de type A trimérique découverte dans le rhizome de la fougère collectée en Indonésie en 1993.